# Mapas de Azure
Azure Maps es un paquete de servicios de localización basados en la nube que Microsoft proporciona como parte de la plataforma Azure de la empresa. La plataforma ofrece servicios geoespaciales y de localización a través de API REST y kits de desarrollo de software (SDK). El servicio se utiliza normalmente para integrar mapas o datos geoespaciales en las aplicaciones.
Azure Maps se diferencia del otro servicio de cartografía empresarial de Microsoft, Bing Maps, por su modelo de precios, su atención a la privacidad y su nivel de integración en el ecosistema más amplio de la nube Azure.

## Historia
Azure Maps se presentó por primera vez en modo de vista previa en 2017 con el nombre de "Azure Location Based Services", principalmente como una herramienta para empresas. El objetivo de estos servicios era añadir funciones cartográficas y de localización al conjunto de servicios en la nube de Azure, que se consideraba como una parte esencial de la estrategia más amplia de Microsoft para el Internet de las Cosas (IoT).
La versión preliminar incluía API que podían utilizarse para desarrollar aplicaciones que tuvieran en cuenta la localización para casos de uso como la logística y la movilidad. En 2018, el software pasó a llamarse "Azure Maps" y se puso a disposición del público en general. Se añadieron varias funciones nuevas, como el cálculo de rutas, el cálculo del tiempo de viaje y la incorporación de datos de tráfico en tiempo real e información sobre incidentes.
Azure Maps se integró con Azure IoT Central en 2018, lo que añadió funciones de seguimiento, monitorización y geovallas. En 2019 se añadió un conjunto de API de movilidad, con aplicaciones como el uso en apps de transporte público y la gestión de flotas de bicicletas compartidas. "Azure Maps Creator", que convierte planos de instalaciones privadas en datos de mapas de interiores, también se introdujo en 2019. Algunos comentaristas vincularon estos servicios con el desarrollo más amplio de los productos de realidad aumentada de Microsoft.
En 2020, se lanzó Azure Maps Visual para Power BI, que integraba funciones basadas en la ubicación y capacidades de mapeo en el software de inteligencia empresarial de Microsoft.
En el 2021 se introdujo una API de elevación (que posteriormente se retiró), servicios de geolocalización, y un kit de desarrollo de software para IOS y Android.
En el 2022, se generalizó el acceso a la compatibilidad con datos históricos sobre el tiempo, la calidad del aire y las tormentas tropicales, y también se introdujeron estilos personalizados para los mapas de interiores. En 2023, Azure Maps obtuvo la certificación de cumplimiento de la HIPAA para prestar servicios a las empresas sanitarias y de seguros médicos.

## Funcionalidad

### Geocodificación
La geocodificación es una de las principales funciones de Azure Maps, ya que convierte direcciones o nombres de lugares en coordenadas geográficas. La geocodificación por lotes se utiliza para procesar grandes cantidades de datos de direcciones, una función utilizada para la optimización de rutas y el análisis espacial.

### Geocodificación inversa
Con la geocodificación inversa se obtiene información legible para el ser humano a partir de coordenadas geográficas como la longitud y la latitud, utilizadas en navegación y por los sistemas de información geográfica.

### Enrutamiento
Azure Maps utiliza datos de mapas y algoritmos de enrutamiento para calcular las rutas más cortas o rápidas entre ubicaciones en función de factores como el tamaño y el tipo de vehículo, las condiciones del tráfico y la distancia. También se contempla el enrutamiento multimodal, que incluye varios modos de transporte en un mismo viaje, como la bicicleta, los desplazamientos a pie y los transbordadores.
Esta función es útil para realizar búsquedas basadas en la ubicación y optimización de rutas en aplicaciones como la gestión de flotas,el marketing de proximidad,y los servicios de emergencia, así como la logística y entregas, la planificación urbana, las aplicaciones de viajes compartidos y las actividades al aire libre.

### Visualización de mapas
La plataforma permite realizar visualizaciones de mapas que pueden modificarse para reflejar datos en tiempo real (incluidos los procedentes de sensores IoT), así como patrones de datos históricos. Las visualizaciones incluyen mapas de calor, mapas de calles, imágenes por satélite y otras capas de datos personalizadas. Los mapas se representan mediante mosaicos rasterizados o vectoriales que reducen la carga de visualización de los grandes conjuntos de datos o mapas complejos.
Puede utilizarse en diversas aplicaciones en ámbitos como el transporte, las ciudades inteligentes, el comercio minorista y el marketing, la salud pública y la vigilancia medioambiental. Por ejemplo, puede utilizarse para seguir la propagación de enfermedadeso medir el impacto de los cambios en los patrones climáticos.

### Geofencing y análisis espacial
Azure Maps admite la delimitación geográfica poligonal, que permite definir límites geográficos personalizados. Las zonas geo delimitadas se pueden supervisar en tiempo real para poder detectar eventos de interés. Por ejemplo, una aplicación puede enviar una alerta cuando un equipo o una persona entren o salgan de un área definida.
Las API también ofrecen herramientas para analizar datos históricos de geo delimitación con fines de optimización.

## Uso industrial
La función de geo delimitación de Azure Maps se ha utilizado en el sector de la construcción para designar zonas peligrosas por motivos de seguridad y enviar alertas si alguien entra en ellas. Las empresas constructoras utilizan mapas de instalaciones privadas para monitorizar grandes obras con el fin de aumentar la productividad y evitar accidentes o daños. 
En lo respecta a la gestión de emergencias, la empresa neozelandesa Beca ha utilizado Azure Maps para brindar análisis sobre el impacto de los terremotos a los usuarios, incluida información sobre la gravedad y la ubicación de un terremoto y el impacto en las propiedades afectadas. El Departamento de Transporte de Alaska utiliza Azure Maps como parte de un sistema de información que proporciona alertas y análisis relacionados con el tiempo al personal encargado de las carreteras. 
Airmap, una plataforma de gestión del espacio aéreo para drones, utiliza Azure Maps.
Una compañía de seguros también ha utilizado Azure Maps junto con Azure Monitor para la supervisión de riesgos.

## Asociaciones
Azure Maps y TomTom son socios desde 2016, y TomTom proporciona datos de ubicación a Azure Maps y puede procesar datos de Azure Maps con fines cartográficos.
En 2021 Azure Maps se asoció con AccuWeather para que los datos climáticos estuvieran disponibles a través de sus API. De esta manera, los datos meteorológicos a lo largo de todas las partes de las rutas calculadas estarían disponibles para fines de movilidad y logística.
Microsoft se ha asociado con Esri, el desarrollador de ArcGIS, y existe compatibilidad cruzada entre Azure y ArcGIS de modo  que los datos de Azure Maps puedan integrarse en ArcGIS y viceversa.
Azure Maps se asoció con Moovit en 2019, una startup que proporciona software que interactúa con los datos del transporte público.
NORAD ha utilizado algunas funciones de Azure Maps para su sitio web NORAD Tracks Santa durante las fiestas navideñas.

## Componentes

### REST APIs
- Varias API cubren las principales funciones de Azure Maps:
- API de registro de datos
- API de geolocalización
- API de renderización
- API de rutas
- API de búsqueda
- API espacial
- API de zona horaria
- API de tráfico
- API meteorológica

### SDKs
El SDK de Azure Maps utiliza especificaciones de estilo MapLibre y bibliotecas de código abierto basadas en MapLibre GL como motor renderizado. El SDK web se utiliza para desarrollar aplicaciones web con mapas y datos y funciones basadas en la ubicación. Incluye un módulo de control de mapas, así como módulos con herramientas de dibujo. También es compatible con Azure Maps Creator y varios formatos de datos espaciales.
La plataforma también incluye un conjunto de SDK REST para desarrolladores que integran las API REST de Azure Maps en aplicaciones Python, C#, Java o JavaScript.
Azure Maps también incluye SDK para Android e iOS que se usan para desarrollar aplicaciones para dispositivos Android y Apple.

### Azure Maps Creator
Azure Maps Creator es una herramienta para generar mapas personalizados para sitios como grandes complejos de oficinas, obras en construcción o campus universitarios. Estos mapas pueden integrarse después en aplicaciones y utilizarse con otras funciones de Azure Maps para la orientación y el mantenimiento y la seguridad en contextos de automatización de edificios.

### Azure Maps Visual para Power BI
Azure Maps está integrado con Microsoft Power BI, una herramienta gráfica para producir visualizaciones de datos. Desde julio de 2020, Power BI se puede utilizar junto con Azure Maps para desarrollar visualizaciones de datos basadas en mapas. Esta función se encuentra disponible al público en general desde mayo del 2023.